# Silvio Moser
Silvio Moser, född 24 april 1941 i Zürich, död 26 maj 1974 i Milano, var en schweizisk racerförare.

## Racingkarriär
Moser började tävla i sportvagnsracing i en Jaguar XK120  vid 20 års ålder.
Året efter provade han på Formel Junior och vann ett lopp för Lotus på  Halle-Saale-Schleife men mestadels tävlade han i backe. 
Moser fortsatte i Formel Junior i en Brabham 1963. Han blev säsongsmästare 1964, då han vann samtliga fyra lopp i serien. Han hade då använt en motor som var anpassad för formel 3-reglerna. Året efter köpte han Brabham F2-bil som han genom att byta motor på även kunde tävla med i F3. 
Moser debuterade i formel 1 säsongen 1967 i en privat Cooper-ATS, som dock inte var konkurrensduglig. Säsongen 1968 skaffade han en begagnad Brabham i vilken han kom femma i Nederländerna. Säsongen 1969 tävlade Moser i sitt privata Silvio Moser Racing Team med en Brabham-Ford och kom som bäst sexa i USA. Han gav också  Guglielmo Bellasi i uppdrag att bygga en F1-bil åt honom för säsongen 1970. Bilen blev dock inte klar förrän i juni. Moser kvalificerade sig då varken till loppet i Nederländerna eller i Nederländerna. Problemen fortsatte i Tyskland men i Österrikes Grand Prix 1970 lyckades Moser nå startgriden med sin Bellasi. Därefter dalade Mosers F1-karriär och han började i stället tävla i formel 2 i en Brabham. Han återkom dock i Bellasi i Italiens Grand Prix 1971, vilket blev hans sista F1-lopp.
Moser fortsatte i formel 2 ett par säsonger men planerade att återvända till formel 1 säsongen 1974. En vecka före sin comeback körde Moser sportvagnsloppet Monza 1000 km på Monzabanan. Han kraschade där med sin Lola T292 och ådrog sig så allvarliga skador att han senare avled utan att ha återfått medvetandet.

## F1-karriär
| Säsong | Stall/Tillverkare                     | Poäng | Placering |
| ------ | ------------------------------------- | ----- | --------- |
| 1967   | Charles Vögele Racing (Cooper-ATS)    | 0     | –         |
| 1968   | Charles Vögele Racing (Brabham-Repco) | 2     | 23        |
| 1969   | Bellasi (Brabham-Ford)                | 1     | 16        |
| 1970   | Bellasi-Ford                          | 0     | –         |
| 1971   | Bellasi-Ford                          | 0     | –         |